# 石の教会・内村鑑三記念堂
石の教会・内村鑑三記念堂（いしのきょうかい・うちむらかんぞうきねんどう）は、長野県北佐久郡軽井沢町にある教会、記念館。ホテルブレストンコートに隣接する。
明治・大正期のキリスト教指導者・内村鑑三の顕彰を目的として建てられた教会で、地上は礼拝堂、地下には内村鑑三記念堂となっている。石とガラスの異なるアーチが重なり合う独特のフォルムは、アメリカ人建築家ケンドリック・ケロッグの手によるもの。石は男性で、ガラスは女性を象徴しているとされる。

## 概要
- 名称 - 石の教会　内村鑑三記念堂（旧称＝軽井沢高原教会内村鑑三記念堂[2][3]）
- 設計 - ケンドリック・バングス・ケロッグ（英語版）[3]
- 所在地 - 〒389-0100 長野県北佐久郡軽井沢町星野
- 構造 - 鉄筋コンクリート
- 竣工 - 1988年
- 床面積 - 地上2階、地下1階：482m2

## 交通アクセス
しなの鉄道 中軽井沢駅 徒歩20分